# انقلاب فيجي في عام 1987
أدت الانقلابات الفيجية في عام 1987 إلى الإطاحة بالحكومة المنتخبة لرئيس الوزراء الفيجي تايموسي بافادرا، وتنصيب إليزابيث الثانية ملكة فيجي، وإعلانها جمهورية. وقع الانقلاب الأول، الذي أُطيح به بافادرا، في 14 مايو عام 1987، ووقع انقلاب ثان في 28 سبتمبر أنهى النظام الملكي، وأعقبه بفترة وجيزة إعلان الجمهورية في 7 أكتوبر. قاد كلا العمليتين العسكريين المقدم سيتيفيني رابوكا، الذي كان الثالث في قيادة القوات العسكرية الملكية في فيجي. يمكن للمرء أن ينظر إلى الحدث اعتمادًا على المشهد إما على أنه انقلابين متتاليين يفصل بينهما استراحة لمدة أربعة أشهر، أو انقلاب واحد بدأ في 14 مايو واستُكمِل بإعلان الجمهورية.

## الانقلاب

### انقلاب شهر مايو
دخلت مجموعة من عشرة جنود مسلحين ملثمين إلى مجلس النواب الفيجي في صباح يوم 14 مايو حوالي الساعة العاشرة صباحًا؛ وأخضعوا المجلس التشريعي الوطني الذي اجتمع هناك لحضور جلسته الصباحية. اقترب المقدم سيتيفيني رابوكا، مرتديًا ثيابًا مدنية، من مكان رئيس الوزراء بافادرا في المنصة العامة وأمر أعضاء البرلمان بمغادرة المبنى، وفعلوا ذلك دون مقاومة. مثل الانقلاب نجاحًا واضحًا وانتهى دون خسائر في الأرواح.
أعلن راديو فيجي في حوالي الساعة 11 صباحًا نبأ استيلاء الجيش على السلطة. وورد أن رابوكا ذهب إلى مقر الحكومة لمقابلة الحاكم العام، الراتو السير بينايا غانيلو. سعى للاعتراف بالعمل العسكري والإطاحة بحكومة بافادرا. كان من المقرر تسمية حكومة انتقالية قريبًا، وشُجِّع الجمهور على «التزام الهدوء ومواصلة عملهم اليومي». وجه الحاكم العام (الذي كان الزعيم الأعلى لرابوكا) توبيخًا خفيفًا إلى رابوكا في الاجتماع؛ فسأله «ماذا فعلت؟» و«هل تقصد أنه ليس لدي وظيفة؟» وأضاف أن رابوكا كان ينبغي أن يمنح الحكومة المخلوعة مزيدًا من الوقت. انتهى الاجتماع بقول الراتو السير بينايا «حظًا سعيدًا، أتمنى أن تعرف ما تفعله».
كلف الحاكم العام لجنة مراجعة الدستور، بقيادة السير جون فالفي، بعد الانقلاب للنظر في «أوجه النقص» في دستور فيجي لعام 1970.
كان من المقرر أن تبدأ اللجنة جلسات الاستماع في 6 يوليو، وأن تقدم توصياتها إلى الحاكم العام بحلول 31 يوليو. تجسدت اختصاصاتها في «تعزيز تمثيل سكان فيجي الأصليين، ووضع المصالح الفضلى للشعوب الأخرى في فيجي في عين الاعتبار». تلقت اللجنة 860 تقريرًا مكتوبًا و120 طلبًا شفويًا، وأصدرت تقريرًا يوصي بهيئة تشريعية جديدة من مجلس واحد تضم 36 فيجيًا (28 منتخبًا و8 معينين من قبل المجلس الأعلى للرؤساء)، و22 هنديًا فيجيًا، و8 ناخبين عامين، وواحدًا من الروتومان، وأكثر من أربعة مرشحين لرئيس الوزراء. كان من المقرر إلغاء الدوائر الانتخابية الوطنية، الموزعة عرقيًا والمنتخبة بالاقتراع العام، ويجب أن تكون جميع عمليات التصويت مجتمعية. كان منصب رئيس الوزراء محجوزًا لمواطن من سكان فيجي الأصليين.
حل الحاكم العام البرلمان ومنح العفو لرابوكا مع ترقيته إلى منصب قائد القوات العسكرية الملكية في فيجي. شككت الحكومة المخلوعة في تصرفات الحاكم العام، وطعن بافادرا في قرار الراتو السير بينايا في المحكمة العليا في فيجي.

### انقلاب سبتمبر
كانت الملكة إليزابيث الثانية رئيسة دولة فيجي منذ الاستقلال في عام 1970. قضت المحكمة العليا في فيجي بأن الانقلاب غير دستوري تمامًا، وحاول الحاكم العام تأكيد السلطة الاحتياطية التنفيذية. فتح أيضًا المفاوضات المعروفة باسم محادثات ديوبا مع كل من الحكومة المخلوعة وحزب التحالف، والتي أيدها معظم سكان فيجي الأصليين. بلغت هذه المفاوضات ذروتها في اتفاق ديوبا في 23 سبتمبر عام 1987، والذي نص على تشكيل حكومة وحدة وطنية يُمثَّل فيها كلا الطرفين تحت قيادة الحاكم العام. نفذ رابوكا انقلابًا ثانيًا في 25 سبتمبر خوفًا من ضياع مكاسب الانقلاب الأول. أعلن رابوكا جمهورية فيجي بعد ذلك في 7 أكتوبر عام 1987، وألغى دستور فيجي وأعلن أنه عزل الحاكم العام من منصبه، وأعلن نفسه رئيسًا للحكومة العسكرية المؤقتة. استقال الراتو السير بينايا غانيلو من منصب الحاكم العام في 15 أكتوبر؛ وذلك على الرغم من أنه أصبح أول رئيس لفيجي في 6 ديسمبر عام 1987.